# 2002 (album de Tha Dogg Pound)
Pour les articles homonymes, voir 2002 (homonymie).
Albums de Tha Dogg Pound
Dillinger & Young Gotti
(2001) The Last of Tha Pound
(2004)
2002 est une compilation de Tha Dogg Pound, sortie le 31 juillet 2001.
L'album comprend des inédits enregistrés lorsque le duo était signé chez Death Row Records.
Il s'est classé 2e au Top Independent Albums, 15e au Top R&B/Hip-Hop Albums et 36e au Billboard 200.

## Liste des titres
| No  | Titre                                                                    | Contient un (des) sample(s) de                        | Durée |
| --- | ------------------------------------------------------------------------ | ----------------------------------------------------- | ----- |
| 1.  | Intro                                                                    |                                                       | 1:50  |
| 2.  | Roll Wit Us                                                              |                                                       | 5:11  |
| 3.  | Just Doggin' (featuring Nate Dogg)                                       |                                                       | 4:45  |
| 4.  | Smoke (featuring Snoop Dogg et The Relativez)                            |                                                       | 4:48  |
| 5.  | Gangsta Rap (featuring Crooked I)                                        | Dance Floor de Zapp                                   | 4:32  |
| 6.  | 10 Til Midnight (featuring SKG)                                          |                                                       | 5:50  |
| 7.  | Living Tha Gangsta Life (featuring Xzibit)                               |                                                       | 3:50  |
| 8.  | Don't Stop (featuring 2Pac)                                              |                                                       | 4:03  |
| 9.  | Change the Game (Remix) (featuring Jay-Z, Memphis Bleek et Beanie Sigel) |                                                       | 4:53  |
| 10. | Crip Wit Us                                                              |                                                       | 3:52  |
| 11. | What Cha About                                                           |                                                       | 4:34  |
| 12. | Your Gyrlfriend (featuring Mac Shawn et Soopafly)                        |                                                       | 3:59  |
| 13. | Feels Good (featuring LaToiya Williams)                                  |                                                       | 4:46  |
| 14. | Way Too Often (featuring Soopafly)                                       |                                                       | 4:15  |
| 15. | It'z All About That Money                                                | Oh No de Daz Dillinger featuring Trey Deee et J-Money | 4:00  |
| 16. | Every Single Day (featuring Snoop Dogg)                                  |                                                       | 5:10  |